# I minnenas band
I minnenas band är en svensk dramafilm från 1916 i regi av Georg af Klercker. 

## Om filmen
Filmen premiärvisades 13 januari 1916 på biograf Victoria i Göteborg. Den spelades in i Victoriabiografens bakgårdsateljé i Göteborg med exteriörer från Kungälv av Sven Pettersson.

## Rollista
- Elsa Carlsson – Roszica, romsk flicka
- Georg af Klercker – Greve Cronschöld
- Tora Carlsson – Elluscha, Roszicas syster
- Erik "Bullen" Berglund – Romsk hövding
- Elsa Berglund – Hans hustru
- Manne Göthson – Paul Linder, fornforskare
- Victor Arfvidson – grevens trotjänare
- Dagmar Ebbesen – rom
- Gösta Björkman – rom